# Оне-су-Буа
Оне́-су-Буа́ (фр. Aulnay-sous-Bois) — коммуна во Франции, северо-восточный пригород Парижа.
Название поселения, вероятно, происходит от латинского alnetum — «ольховая роща». В память о лесе, находившемся на месте современных парижских пригородов, на гербе Оне изображена ольха.
Современное название было утверждено в 1903 г., до этого был принят топоним Оне-ле-Бонди.
Несмотря на длительную историю, основной период роста и развития города относится к 20 в., в течение которого население Оне выросло с двух до восьмидесяти тысяч человек. Одним из наиболее ярких событий новейшей истории городка стали массовые беспорядки осени 2005 года, в которых многие его жители приняли активное участие.
Оне является центром автомобилестроения, в нём расположен завод компании Citroën.